# Conrad Meyer-Ahrens
Conrad Meyer-Ahrens, auch Conrad Meyer (* 30. April 1813 in Zürich; † 21. Dezember 1872), war ein Schweizer Medizinhistoriker, Balneologe, Arzt und Schriftsteller.

## Leben
Conrad Meyer-Ahrens’ Vater Hans Conrad Meyer war Kaufmann und Stadtrat, die Mutter Susanna war eine geborene Bürkli. Nach dem Besuch der Schulen seiner Vaterstadt kam er nach Trogen AR wo Hermann Krüsi die Kantonsschule leitete. Auf zahlreichen Ausflügen lernte er die Natur kennen und schätzen. Nach einem dreijährigen Kurs am Medicin Chirurgischen Institut in Zürich studierte er ab 1833 in Berlin unter Johannes Müller Anatomie und Physiologie. Seine Dissertation erschien 1835 unter dem Titel De fissuris hominis mammaliumque congenitis.
1853 kehrte er mit seiner Frau Wilhelmine, die aus Berlin stammte, nach Zürich zurück und eröffnete eine Arztpraxis, welche ihm aber letztlich nicht die erwartete Befriedigung brachte. So wandte er sich mehr und mehr der Schriftstellerei zu. Waren es zunächst vor allem medizinhistorische Arbeiten, folgte dann ab 1850 eine Phase der balneologischen Werke (z. B. Die Heilquellen und Kurorte der Schweiz. In historischer, topographischer, chemischer und therapeutischer Beziehung geschildert. Zürich, Orell, Füssli & Comp., 1860). Im Jahr 1862 publizierte er seine Arbeit über Die Ärzte und das Medizinalwesen der Schweiz im Mittelalter. 1872 arbeitete er zusammen mit seinem befreundeten Kollegen Joseph Wiel an seinem letzten Werk, dem kleinen Reiseführer Bonndorf und Steinamühle der 1873 bei Binder in Bonndorf erschien.